# Methesis
Methesis là một chi nhện trong họ Corinnidae.

## Các loài
- Methesis bimaculata Simon, 1896
- Methesis brevitarsa Caporiacco, 1954
- Methesis semirufa Simon, 1896